# Baquiano

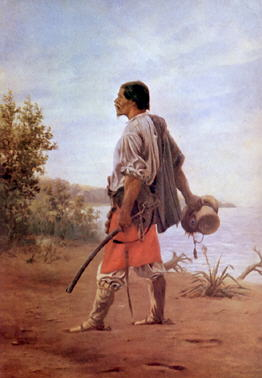
El Baqueano, Juan Manuel Blanes (óleo, 1875).

Baquiano o baqueano es un término americano utilizado para designar a una persona conocedora de los caminos y atajos de un terreno, sus características físicas y el idioma y costumbres de su población, a la que habitualmente pertenece. Por extensión se aplica a cualquiera que resulta particularmente hábil y experto para una tarea.

## Descripción
Domingo Faustino Sarmiento clasifica a los gauchos en cuatro tipos: el baqueano, el rastreador, el cantor y el gaucho malo.
Del baqueano, al que califica de "personaje eminente, y que tiene en sus manos la suerte de los particulares y de las provincias", afirma:

"El Baqueano es un gaucho grave y reservado que conoce a palmos veinte mil leguas cuadradas de llanuras, bosques y montañas. Es el topógrafo más completo, es el único mapa que lleva un general para dirigir los movimientos de su campaña. El Baqueano va siempre a su lado. Modesto y reservado como una tapia, está en todos los secretos de la campaña; la suerte del ejército, el éxito de una batalla, la conquista de una provincia, todo depende de él. El Baqueano es casi siempre fiel a su deber; pero no siempre el general tiene en él plena confianza. Imaginaos la posición de un jefe condenado a llevar un traidor a su lado y a pedirle los conocimientos indispensables para triunfar. Un Baqueano encuentra una sendita que hace cruz con el camino que lleva: él sabe a qué aguada remota conduce: si encuentra mil, y esto sucede en un espacio de mil leguas, él las conoce todas, sabe de dónde vienen y adónde van. El sabe el vado oculto que tiene un río, más arriba o más abajo del paso ordinario, y esto en cien ríos o arroyos; él conoce en los ciénagos extensos un sendero por donde pueden ser atravesados sin inconveniente, y esto, en cien ciénagos distintos."

"En lo más oscuro de la noche, en medio de los bosques o en las llanuras sin límites, perdidos sus compañeros, extraviados, da una vuelta en círculo de ellos, observa los árboles; si no los hay, se desmonta, se inclina a tierra, examina algunos matorrales y se orienta de la altura en que se halla; monta en seguida, y les dice para asegurarlos: "Estamos en dereceras de tal lugar, a tantas leguas de las habitaciones; el camino ha de ir al sud"; y se dirige hacia el rumbo que señala, tranquilo, sin prisa de encontrarlo, y sin responder a las objeciones que el temor o la fascinación sugiere a los otros."
"Si aún esto no basta, o si se encuentra en la Pampa y la oscuridad es impenetrable, entonces arranca pastos de varios puntos, huele la raíz y la tierra, las masca, y después de repetir este procedimiento varias veces, se cerciora de la proximidad de algún arroyo salado o de agua dulce, y sale en su busca para orientarse fijamente. El general Rosas, dicen, conoce por el gusto el pasto de cada estancia del sud de Buenos Aires."
"Si el Baqueano lo es de la Pampa, donde no hay caminos para atravesarla, y un pasajero le pide que lo lleve directamente a un paraje distante cincuenta leguas, el Baqueano se para un momento, reconoce el horizonte, examina el suelo, clava la vista en un punto y se echa a galopar con la rectitud de una flecha, hasta que cambia de rumbo por motivos que sólo él sabe, y galopando día y noche llega al lugar designado."
Domingo Faustino Sarmiento, Facundo o Civilización y Barbarie en las Pampas Argentinas, Capítulo II, El baqueano, 1845.

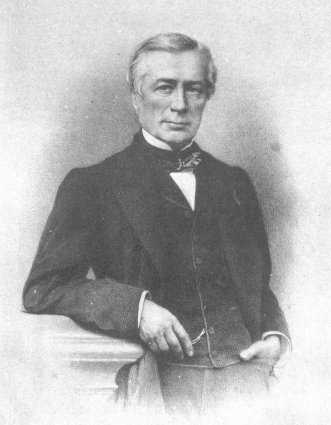
Xavier Marmier.

El viajero francés Xavier Marmier afirmaba que 

"Aquí no es posible ir de una provincia a otra, sin la ayuda de un baqueano, que se orienta por la posición de las estrellas, por unos charcos de agua, o por otros signos que pasan inadvertidos para el común de las gentes. Ese baquiano, en casos difíciles, echará pie a tierra para observar de más cerca la senda que ha tomado, y si existe peligro de indios, se echará por tierra como los pionners de Cooper; podrá saber, por algunas plantas holladas, por una huella casi imperceptible, si la horda de indios pasó por allí, de cuántos individuos se componía, y cuántas horas hace que pasó. La naturaleza, al someter a individuos de diferentes razas a los mismos peligros y a las mismas necesidades, les da también el mismo poder de perspicacia. En el conocimiento del terreno, en la agudeza del oído y de la visión, hay una similitud que sorprende entre el camellero árabe, el cazador de los Alpes, el pastor nómade de Laponia, el trampero del Oeste en América del Norte, y el baquiano de la América del Sur".
Xavier Marmier, Buenos Aires y Montevideo en 1850, Capítulo V, página 70.

La necesidad de los baqueanos como guías militares primaba a menudo en la consideración del estado por sobre cualquier otra cosa. Es el caso del baqueano José Luis Molina, quien se desempeñaba como capataz de la estancia de Francisco Hermógenes Ramos Mejía. Cuando el gobernador Martín Rodríguez detuvo a su patrón y dispersó o mató a muchos de los indios que vivían en la hacienda, Molina huyó a las tolderías y se puso al frente de los indios y en abril de 1821 al frente de un malón de 1500 hombres de lanza destruyó la naciente población de Dolores. 
Molina escapó y fue acusado de traición por los indios por lo que para salvar la vida solicitó y pese a sus antecedentes obtuvo protección en los cuarteles por su utilidad que le ganó el indulto del gobierno tras lo que se sumó como capitán de baqueanos a las expediciones de 1826 y 1827 del coronel Federico Rauch a la Sierra de la Ventana, sirviendo luego a las órdenes de Juan Manuel de Rosas.
No obstante, muchos de los baqueanos mantenían una conducta y fidelidad ejemplar, como es el caso de José Alejandro Ferreyra, más conocido por su apodo quichua Alicu o Alico, considerado el más célebre baqueano argentino, quien fue desde su oficio uno de los principales partícipes de la guerra de independencia Argentina y de las guerras civiles.
En la Banda Oriental destacó el baqueano Juan Rosas, uno de los llamados Treinta y Tres Orientales, quien luchó contra el Imperio del Brasil y en las guerras civiles de su patria.